# Henry Otto
Henry Otto (St. Louis, 8 agosto 1877 – Los Angeles, 3 agosto 1952) è stato un attore, regista e sceneggiatore statunitense del cinema muto.
Usò anche il nome di Henry W. Otto.

## Biografia
Nato nel Missouri, a St. Louis, iniziò la sua carriera nel 1911 come sceneggiatore alla Pathé Frères. L'anno seguente, esordì come attore e come regista. Il primo film che diresse fu The Employer's Liability, un cortometraggio prodotto dalla Nestor Film Company che uscì in sala il 7 ottobre 1912.

## Filmografia

### Regista
- The Employer's Liability – cortometraggio (1912)
- Betty's Bandit (1912)
- A Fight for Friendship (1912)
- Two Little Vagabonds – cortometraggio (1914)
- Called Back (1914)
- Gypsy Love (1914)
- This Is th' Life – cortometraggio (1914)
- Lola – cortometraggio (1914)
- The Mirror, regia di Henry Otto – cortometraggio (1914)
- The Will o' the Wisp – cortometraggio (1914)
- The Redemption of a Pal – cortometraggio (1914)
- Daphnia – cortometraggio (1914)
- Beppo – cortometraggio (1914)
- The Archaeologist – cortometraggio (1914)
- In Tune – cortometraggio (1914)
- The Silent Way – cortometraggio (1914)
- The Tin Can Shack – cortometraggio (1914)
- When a Woman Waits – cortometraggio (1914)
- The Alarm of Angelon – cortometraggio (1915)
- Restitution – cortometraggio (1915)
- The Birth of Emotion – cortometraggio (1915)
- The Crucifixion of Al Brady – cortometraggio (1915)
- Silence – cortometraggio (1915)
- Imitations – cortometraggio (1915)
- Justified – cortometraggio (1915)
- Saints and Sinners – cortometraggio (1915)
- The Decision – cortometraggio (1915)
- The Derelict – cortometraggio (1915)
- The Truth of Fiction – cortometraggio (1915)
- His Mysterious Neighbor – cortometraggio (1915)
- Ancestry – cortometraggio (1915)
- Reformation – cortometraggio (1915)
- His Brother's Debt – cortometraggio (1915)
- The Wishing Stone – cortometraggio (1915)
- The Castle Ranch – cortometraggio (1915)
- Wife Wanted – cortometraggio (1915)
- One Summer's Sequel – cortometraggio (1915)
- The Broken Window – cortometraggio (1915)
- The Greater Strength – cortometraggio (1915)
- Reprisal – cortometraggio (1915)
- The Resolve – cortometraggio (1915)
- The Guiding Light – cortometraggio (1915)
- By Whose Hand? – cortometraggio (1915)
- The Zaca Lake Mystery – cortometraggio (1915)
- The Deception – cortometraggio (1915)
- Detective Blinn – cortometraggio (1915)
- Comrades Three – cortometraggio (1915)
- The Jilt – cortometraggio (1915)
- Mixed Wires – cortometraggio (1915)
- The Divine Decree – cortometraggio (1915)
- The Forecast – cortometraggio (1915)
- Senor's Silver Buckle – cortometraggio (1915)
- It Was Like This – cortometraggio (1915)
- The Measure of Leon Du Bray – cortometraggio (1915)
- Manna – cortometraggio (1915)
- The Phantom Fortune – cortometraggio (1915)
- A Daughter of Penance (1916)
- Undine (1916)
- The One Woman (1916)
- Behind the Curtain (1916)
- The Haunted Bell (1916)
- Won with a Make-Up (1916)
- Half a Rogue (1916)
- The Devil's Image (1916)
- The Man from Nowhere (1916)
- The Man Across the Street
- The River of Romance (1916)
- Mister 44 (1916)
- The Lie Sublime, co-regia di King Baggot (1916)
- Big Tremaine (1916)
- The Butterfly Girl (1917)
- Lorelei of the Sea (1917)
- Their Honeymoon Baby (1918)
- Wild Life (1918)
- The Great Romance (1919)
- The Island of Intrigue (1919)
- The Amateur Adventuress (1919)
- Some Bride (1919)
- The Microbe (1919)
- Angel Child (1919)
- Fair and Warmer (1919)
- The Willow Tree (1920)
- The Cheater (1920)
- A Slave of Vanity (1920)
- Lovebound (1923)
- The Temple of Venus (1923)
- Dante's Inferno (1924)
- Folly of Vanity, co-regia di Maurice Elvey (1924)
- The Ancient Mariner, co-regia di Chester Bennett (1925)
- The Love Wager (1927)
- Alma de Gaucho (1930)

### Attore
- The Unknown Model, regia di Tom Ricketts (1912)
- The Torn Letter, regia di Tom Ricketts (1912)
- The Story of a Wallet, regia di Thomas Ricketts (1912)
- The Employer's Liability, regia di Henry Otto – cortometraggio (1912)
- Betty's Bandit, regia di Henry Otto (1912)
- A Fight for Friendship, regia di Henry Otto (1912)
- Harbor Island, regia di Lem B. Parker – cortometraggio (1912)
- The Lipton Cup: Introducing Sir Thomas Lipton, regia di Lem B. Parker – cortometraggio (1913)
- A Little Child Shall Lead Them, regia di Lem B. Parker – cortometraggio (1913)
- Altar of the Aztecs, regia di Henry MacRae – cortometraggio (1913)
- The Governor's Daughter, regia di Lem B. Parker – cortometraggio (1913)
- Her Only Son, regia di Lem B. Parker – cortometraggio (1913)
- Two Men and a Woman, regia Lem B. Parker – cortometraggio (19113)
- The Spanish Parrot Girl, regia di Lem B. Parker – cortometraggio (1913)
- Diverging Paths, regia di Lem B. Parker – cortometraggio (1913)
- Love Before Ten, regia di Lem B. Parker – cortometraggio (1913)
- Margarita and the Mission Funds, regia di Lem B. Parker – cortometraggio (1913)
- The Hoyden's Awakening, regia di Lem B. Parker – cortometraggio (1913)
- With Love's Eyes, regia di Lem B. Parker – cortometraggio (1913)
- The Tie of the Blood, regia di Lem B. Parker – cortometraggio (1913)
- An Old Actor, regia di Colin Campbell – cortometraggio (1913)
- A Welded Friendship, regia di Lem B. Parker – cortometraggio (1913)
- In the Long Ago, regia di Colin Campbell – cortometraggio (1913)
- The Woodfire at Martin's, regia di E.A. Martin – cortometraggio (1913)
- Dad's Little Girl, regia di Lem B. Parker – cortometraggio (1913)
- Mrs. Hilton's Jewels, regia di E.A. Martin – cortometraggio (1913)
- The Beaded Buckskin Bag, regia di E.A. Martin – cortometraggio (1913)
- The Trail of Cards, regia di E.A. Martin – cortometraggio (1913)
- The Acid Test, regia di E.A. Martin – cortometraggio (1913)
- The Mansion of Misery, regia di Lem B. Parker – cortometraggio (1913)
- The Flight of the Crow, regia di E.A. Martin – cortometraggio (1913)
- Fate Fashions a Letter, regia di Fred Huntley – cortometraggio (1913)
- The Spell of the Primeval, regia di Edward LeSaint – cortometraggio (1913)
- The Woman of the Mountains, regia di Edward LeSaint – cortometraggio (1913)
- Big Jim of the Sierras, regia di Edward LeSaint – cortometraggio (1913)
- The Touch of a Child – cortometraggio (1913)
- Mounted Officer Flynn, regia di Fred Huntley – cortometraggio (1913)
- The Mysterious Way, regia di Fred Huntley – cortometraggio (1913)
- Message from Across the Sea – cortometraggio (1914)
- Tony and Maloney – cortometraggio (1914)
- Through the Centuries, regia di Fred Huntley – cortometraggio (1914)
- Tested by Fire, regia di Fred Huntley – cortometraggio (1914)
- The Attic Above, regia di E. Mason Hopper – cortometraggio (1914)
- Elizabeth's Prayer, regia di Fred Huntley – cortometraggio (1914)
- While Wifey Is Away, regia di Fred Huntley – cortometraggio (1914)
- The Midnight Call, regia di Fred Huntley – cortometraggio (1914)
- When Thieves Fall Out, regia di Fred Huntley – cortometraggio (1914)
- His Fight, regia di Colin Campbell – cortometraggio (1914)
- The Rat (1914)
- The Zaca Lake Mystery, regia di Henry Otto (1915)
- Half a Rogue, regia di Henry Otto (1916)
- The Man Across the Street, regia di Henry Otto (1916)
- Mister 44, regia di Henry Otto (1916)
- Lorelei of the Sea, regia di Henry Otto (1917)
- The Outlaw Express, regia di Leo D. Maloney (1926)
- La maschera di ferro (The Iron Mask, regia di Allan Dwan (1929)
- The Quitter, regia di Joseph Henabery (1929)
- One Hysterical Night, regia di William James Craft (1929)
- Sea Devils, regia di Joseph Levering (1931)
- Svengali, regia di Archie Mayo (1931)
- Beware of Ladies, regia di Irving Pichel (1936)
- The 13th Man, regia di William Nigh (1937)
- Here's Flash Casey, regia di Lynn Shores (1938)
- Rivalità (Silver Queen), regia di Lloyd Bacon (1942)
- Sweet Rosie O'Grady, regia di Irving Cummings (1943)

### Sceneggiatore
- The Stepsisters, regia di George LeSoir (1911)
- His Birthday, regia di Joseph A. Golden (1911)
- Memories of the Past, regia di Joseph A. Golden (1911)
- Oh, Such a Night!, regia di Joseph A. Golden (1912)
- All on Account of a Transfer, regia di C.J. Williams (1913)
- Gypsy Love, regia di Henry Otto (1914)
- Lola, regia di Henry Otto (1914)
- The Truth of Fiction, regia di Henry Otto (1915)
- The Measure of Leon Du Bray, regia di Henry Otto (1915)
- The Phantom Fortune, regia di Henry Otto (1915)
- Half a Rogue, regia di Henry Otto (1916)
- The Man Across the Street, regia di Henry Otto (1916)
- The River of Romance regia di Henry Otto (1916)
- Mister 44, regia di Henry Otto (1916)
- Big Tremaine', regia di Henry Otto (1916)
- A Slave of Vanity, regia di Henry Otto (1920)
- The Temple of Venus, regia di Henry Otto - soggetto e sceneggiatura (1923)